# Uda, Iași
Uda este un sat în comuna Tătăruși din județul Iași, Moldova, România.